# Голова Ареса (Эрмитаж)
Голова Ареса (Марса) в Эрмитаже — мраморный бюст античного бога войны, выполненный неизвестным римским мастером во II веке н. э. как копия с греческого оригинала Алкамена 420-х годов до н. э..

## Описание
Высота античного оригинала 57 см. При реставрации были дополнены утраченные торс и часть носа, на шлеме были восстановлены части гребня шлема, правая задняя нога сфинкса и часть его морды. Отмечается сильная переработка и очистка поверхности скульптуры. Также оббиты ушные раковины.
Голова Ареса является римской копией с культовой греческой скульптуры бога войны, созданной Алкаменом в 420-х годов до н. э.. Исследователи отмечают, что наиболее точной копией фигуры оригинала считается Арес Боргезе, а головы — голова в составе оформления захоронения графини Беатриче на кладбище Кампо-Санто в Пизе. Эрмитажная копия была создана неизвестным римским мастером во II веке н. э.. В ней можно отметить ряд черт, характерных для искусства эпохи Антонинов: укрупненные черты лица, выразительные надбровные дуги и верхние веки, тяжелый взгляд, овальное лицо с полными щеками, мрачность образа.

## История
Голова была приобретена И. И. Шуваловым в Риме в 1771 году. Она была перевезена в Санкт-Петербург, где хранилась во дворце на Итальянской улице. Затем скульптура была передана в собрание Царского Села, где была установлена в павильоне «Грот». В 1850 году её передали в коллекцию Эрмитажа.